# Саміт G-20 на Балі (2022)
Саміт G-20 у Балі — 17-та зустріч глав держав Групи двадцяти (G20) та держав-партнерів, яка відбулася 15—16 листопада 2022 року в Індонезії, на острові Балі.

## Учасники саміту
Індонезійське головування «двадцятки» на початку грудня 2021 року оголосило, що саміт буде проведено у жовтні — листопаді 2022 року на острові Балі, який разом із невеликими довколишніми острівцями становить однойменну провінцію цієї країни. Цей саміт стане першим для нового канцлера Німеччини Олафа Шольца, прем'єр-міністра Австралії Ентоні Албанізіа, президента Південної Кореї Юн Сок Йоля, глави уряду Італії Джорджі Мелоні та прем'єр-міністра Великої Британії Ріші Сунака.
Президент Індонезії Джоко Відодо у квітні запросив президента України Володимира Зеленського на конференцію, а Путін у телефонній розмові з Відодо підтвердив, що також візьме участь у конференції. Восени прем'єр-міністри Італії та Великої Британії Драгі та Джонсон залишили свої посади через урядові кризи, і в саміті G-20 братимуть участь їхні наступники.

10 листопада 2022 року посольство Росії в Джакарті підтвердило, що Путін пропустить саміт G20, а замість нього прийде міністр закордонних справ Сергій Лавров.

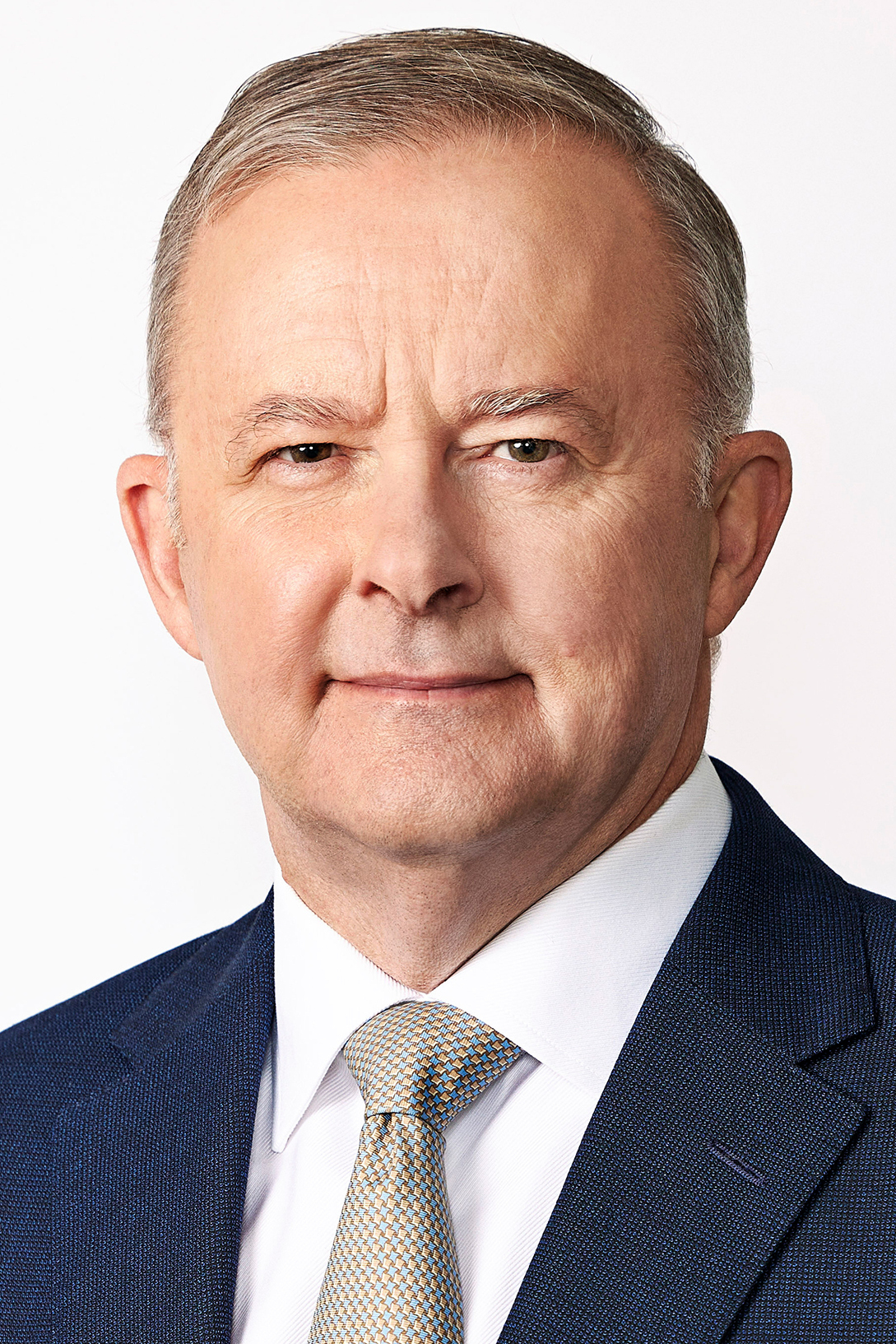
Австралія Ентоні Албанізі, Прем'єр-міністр
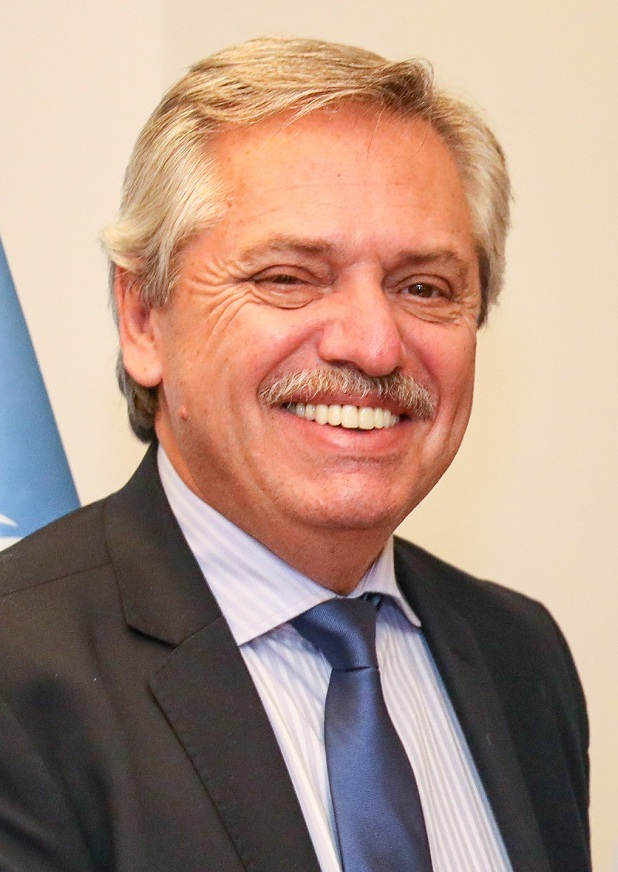
Аргентина Альберто Фернандес, Президент
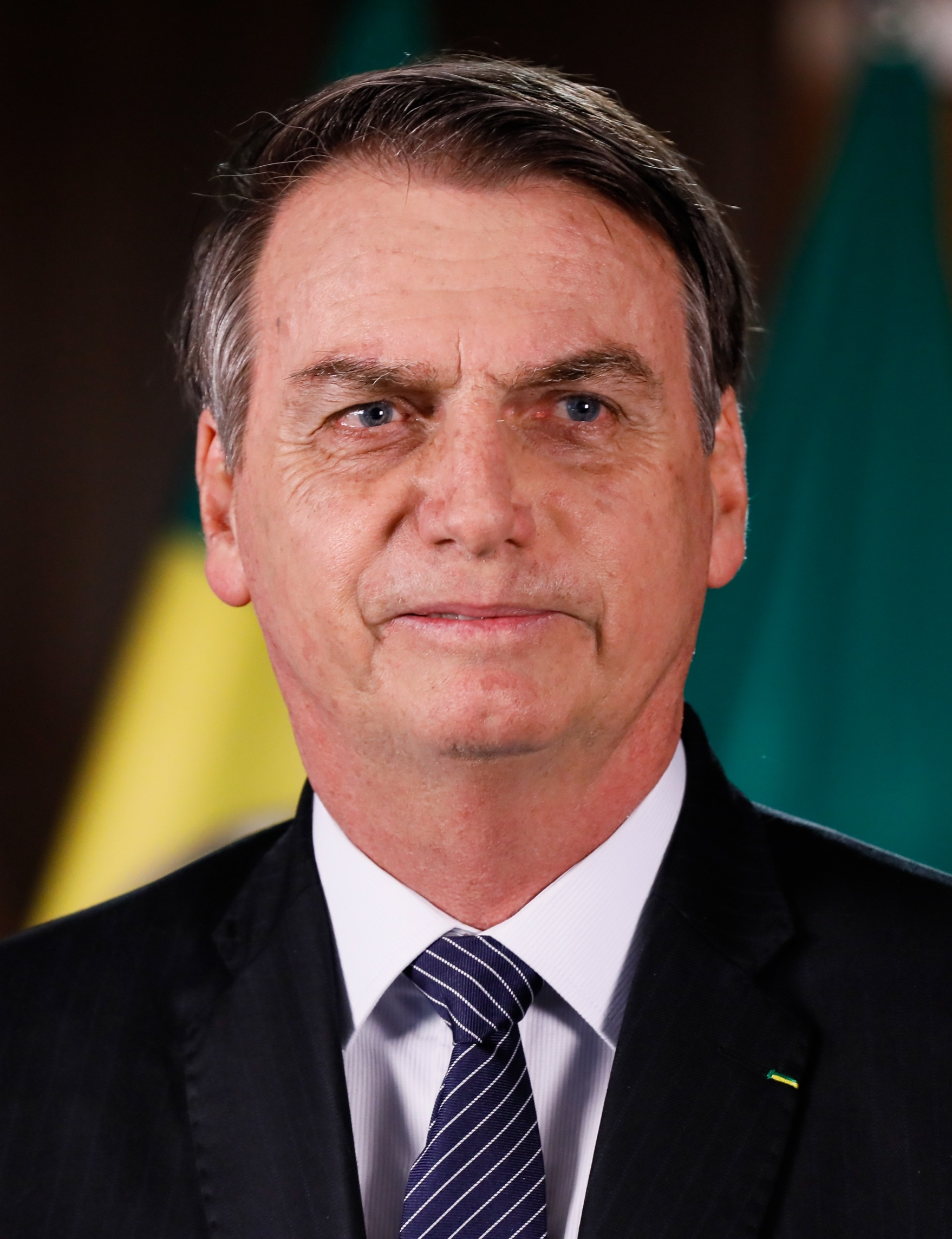
Бразилія Жаїр Болсонару, Президент
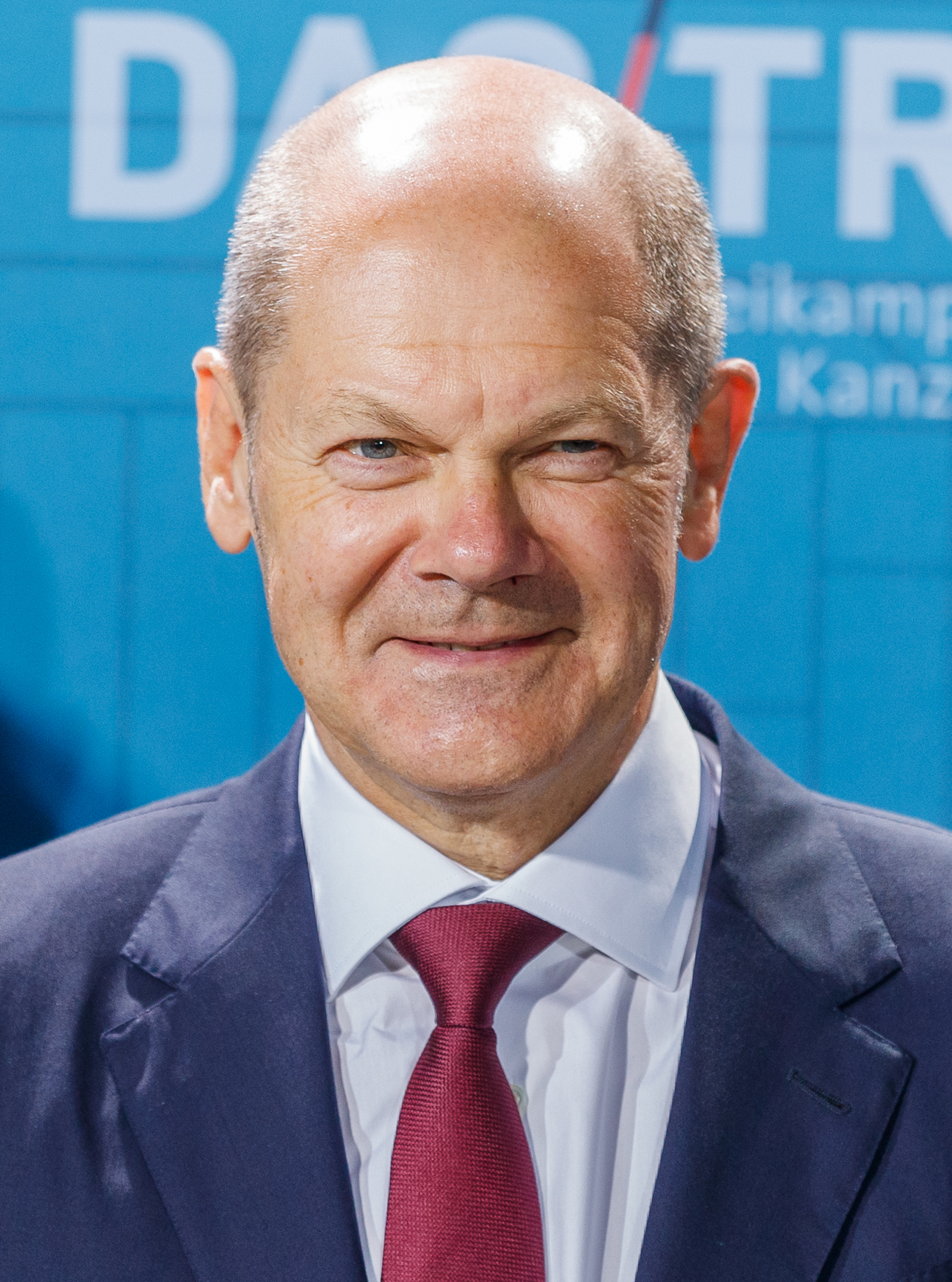
Німеччина                Олаф Шольц, Канцлер
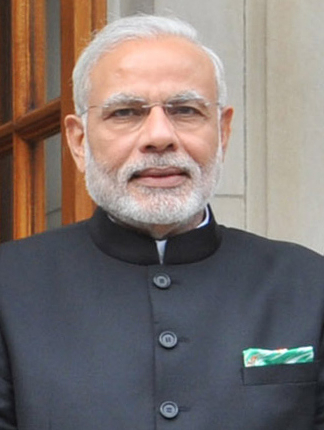
Індія               Нарендра Моді, Прем'єр-міністр
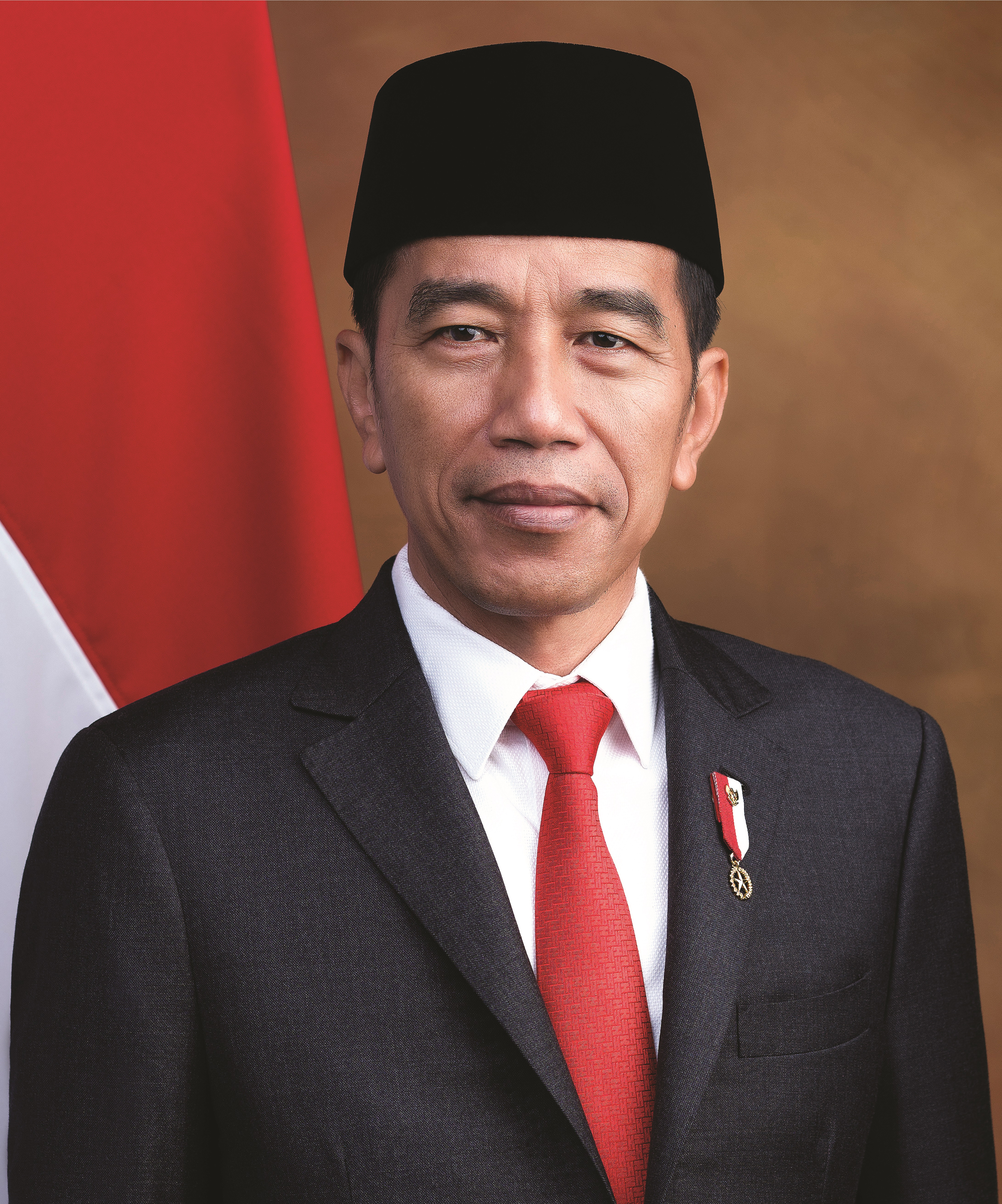
' Індонезія     Джоко Відодо, Президент, Господар саміту
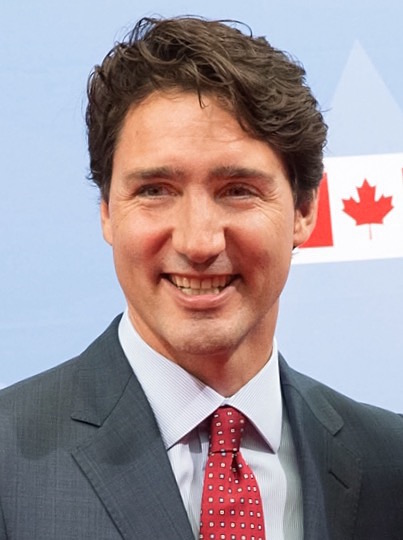
Канада         Джастін Трюдо, Прем'єр-міністр
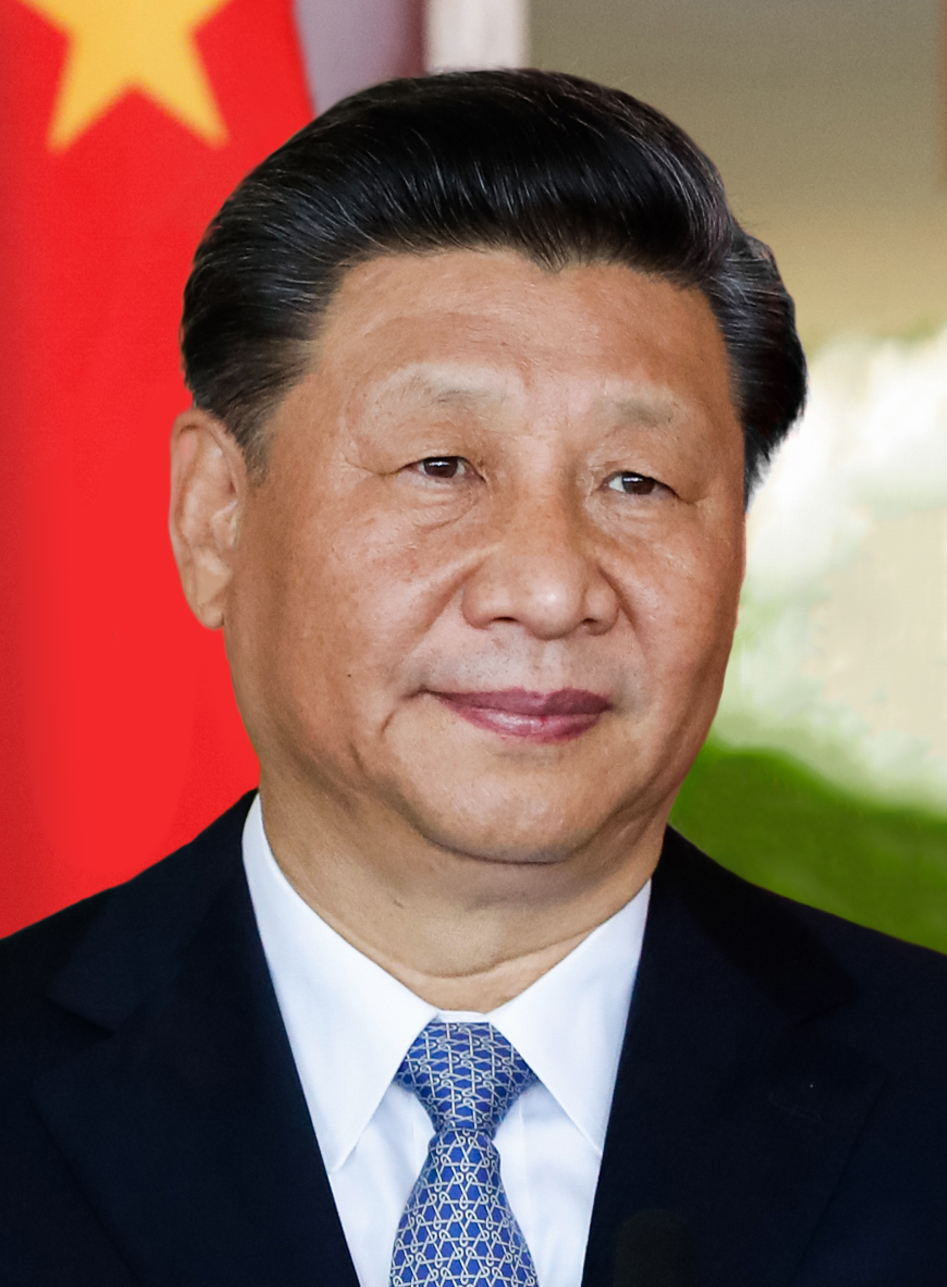
КНР   Сі Цзіньпін, Голова КНР
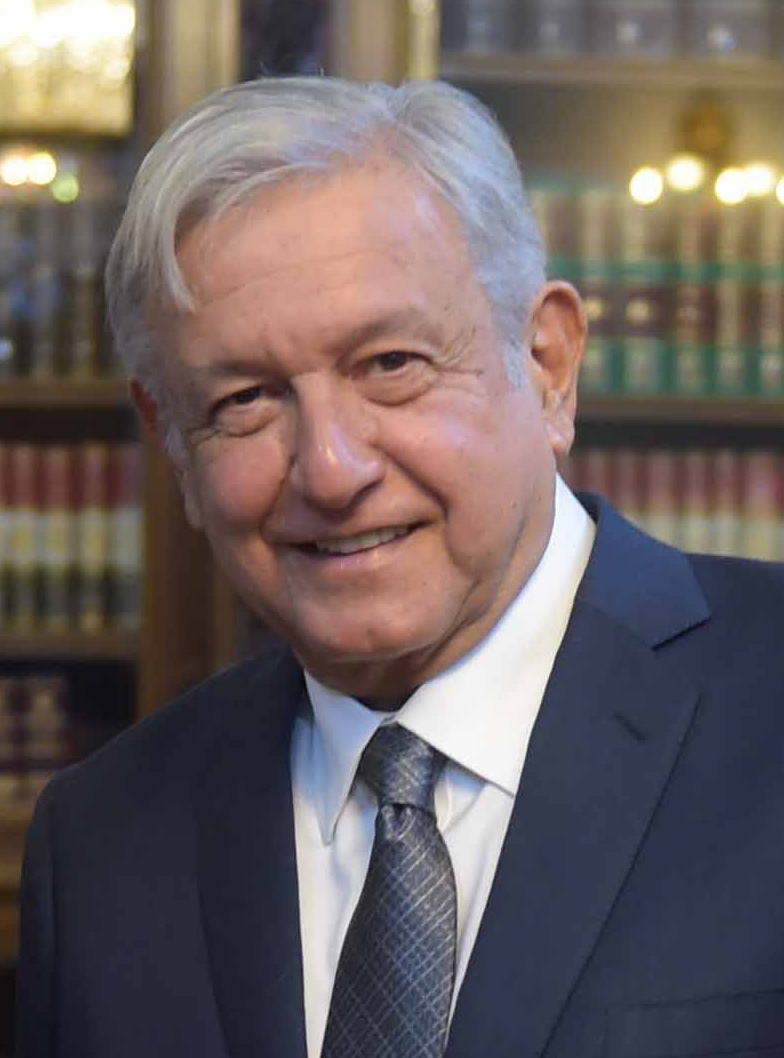
Мексика             Андрес Мануель Лопес Обрадор, Президент
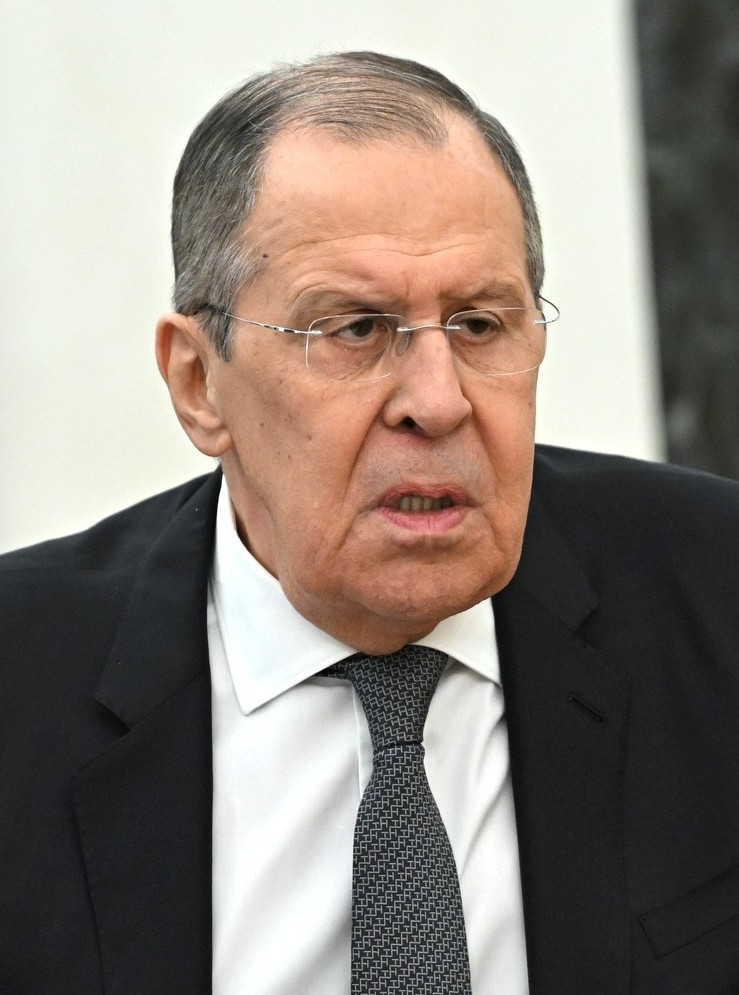
Росія                    Сергій Лавров, Міністр закордонних справ
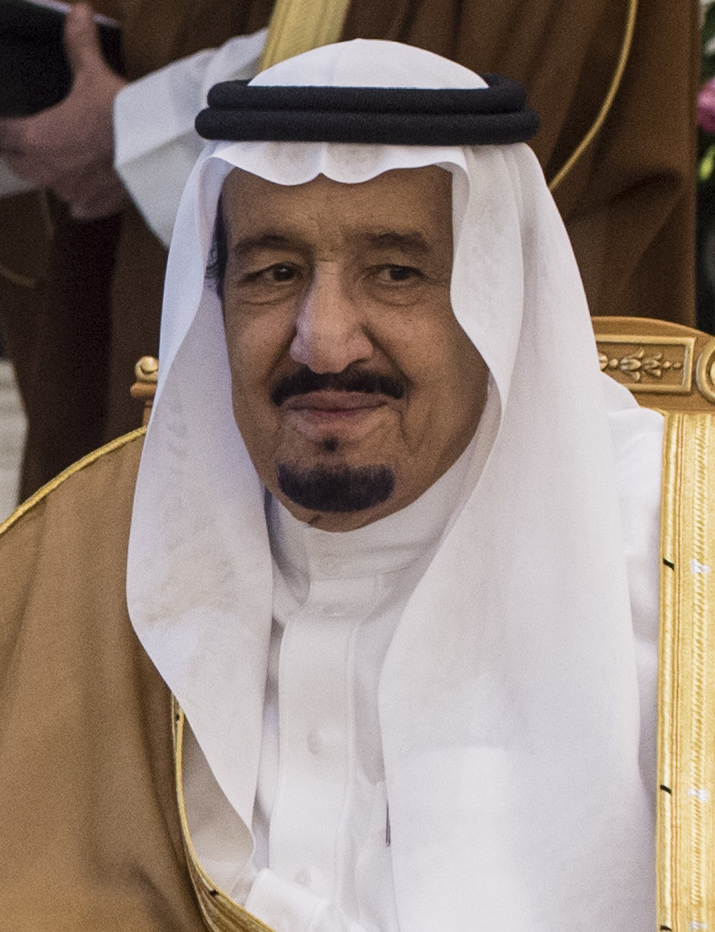
Саудівська Аравія     Салман ібн Абдул-Азіз Аль Сауд, Король
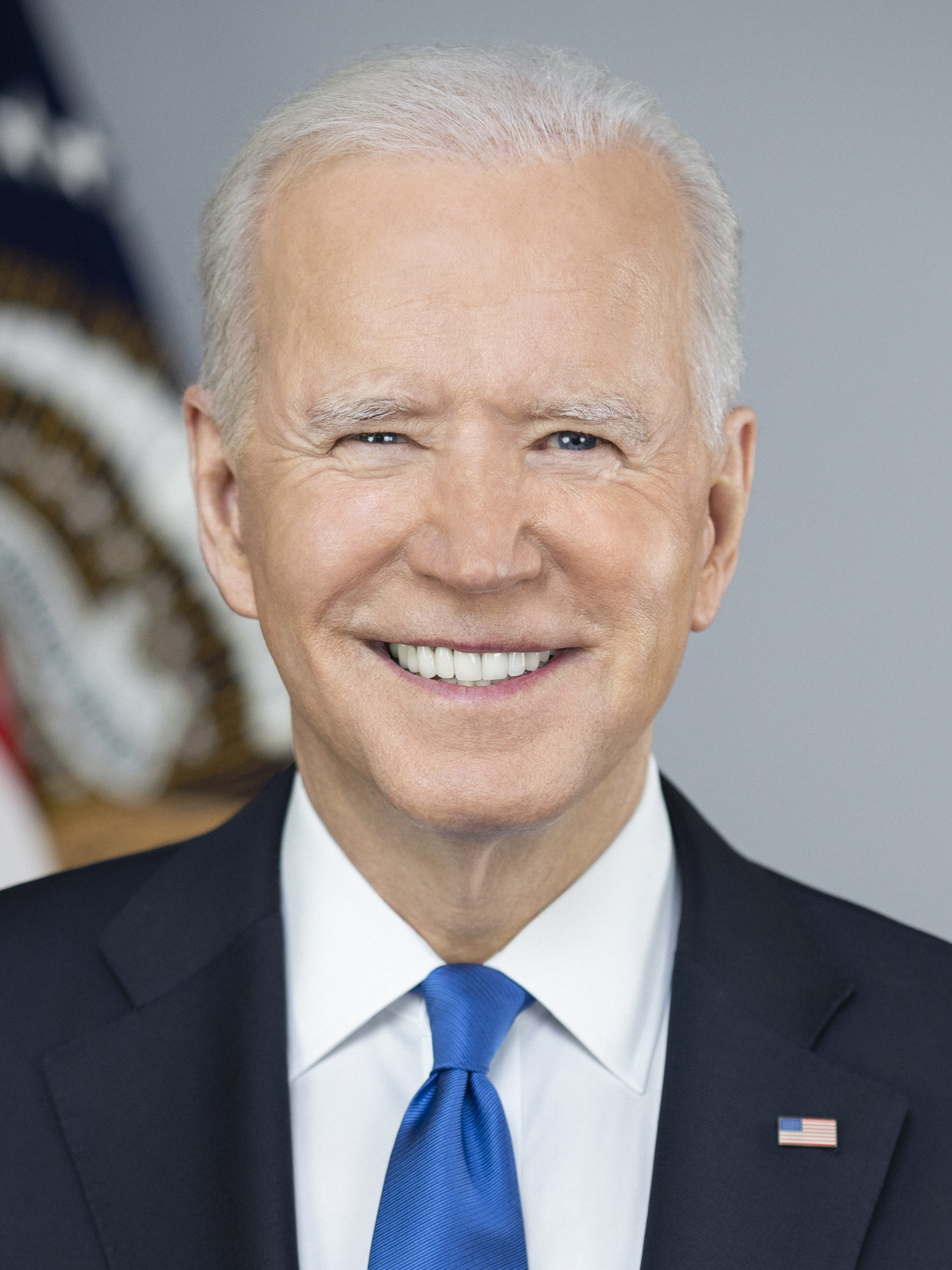
США                      Джо Байден, Президент
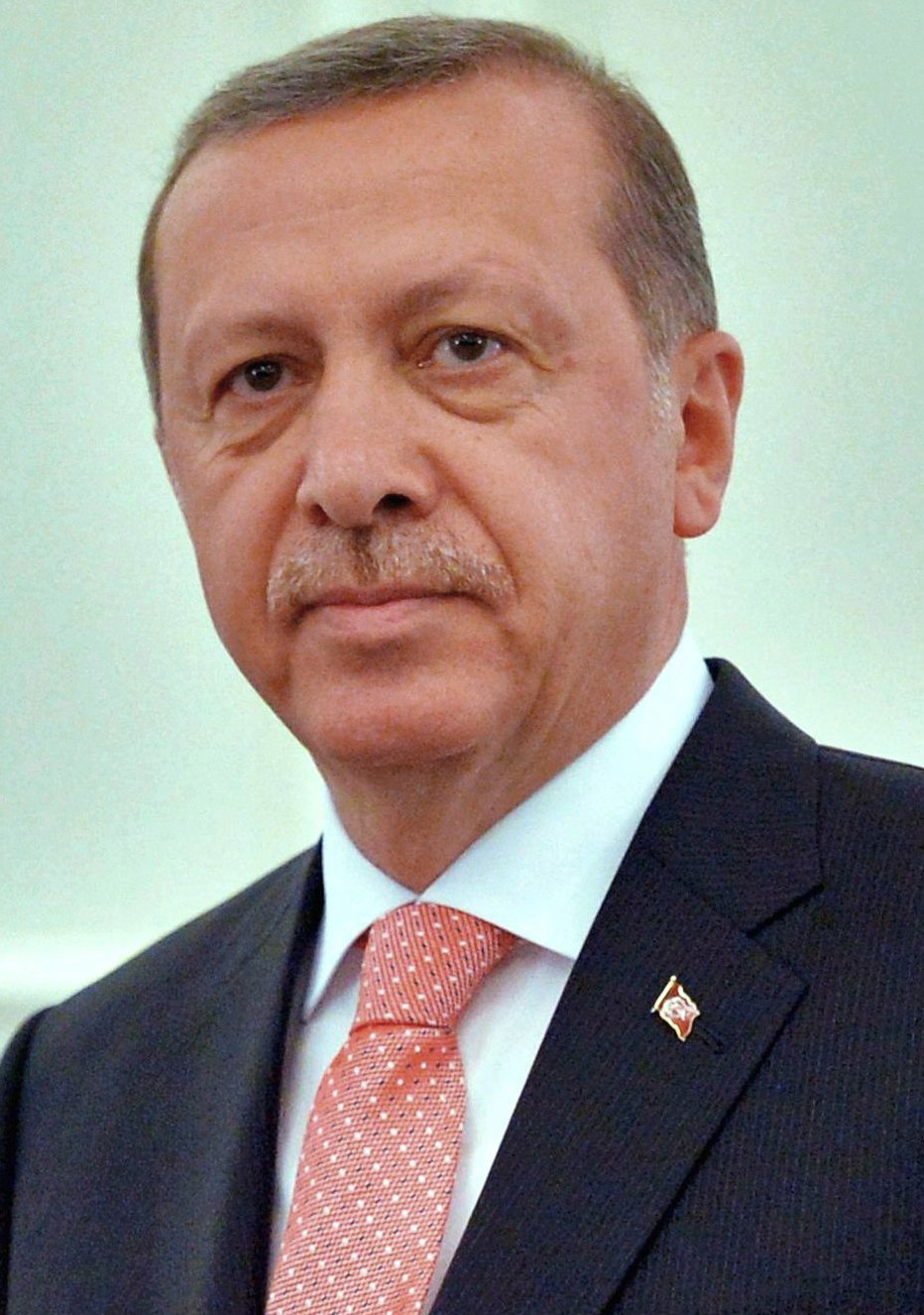
Туреччина            Реджеп Ердоган, Президент
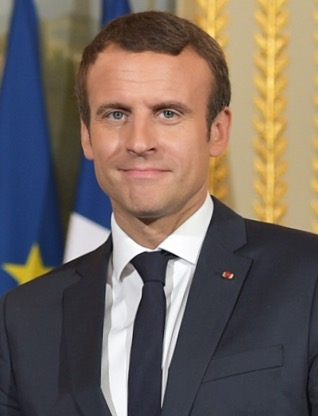
Франція                Емманюель Макрон, Президент
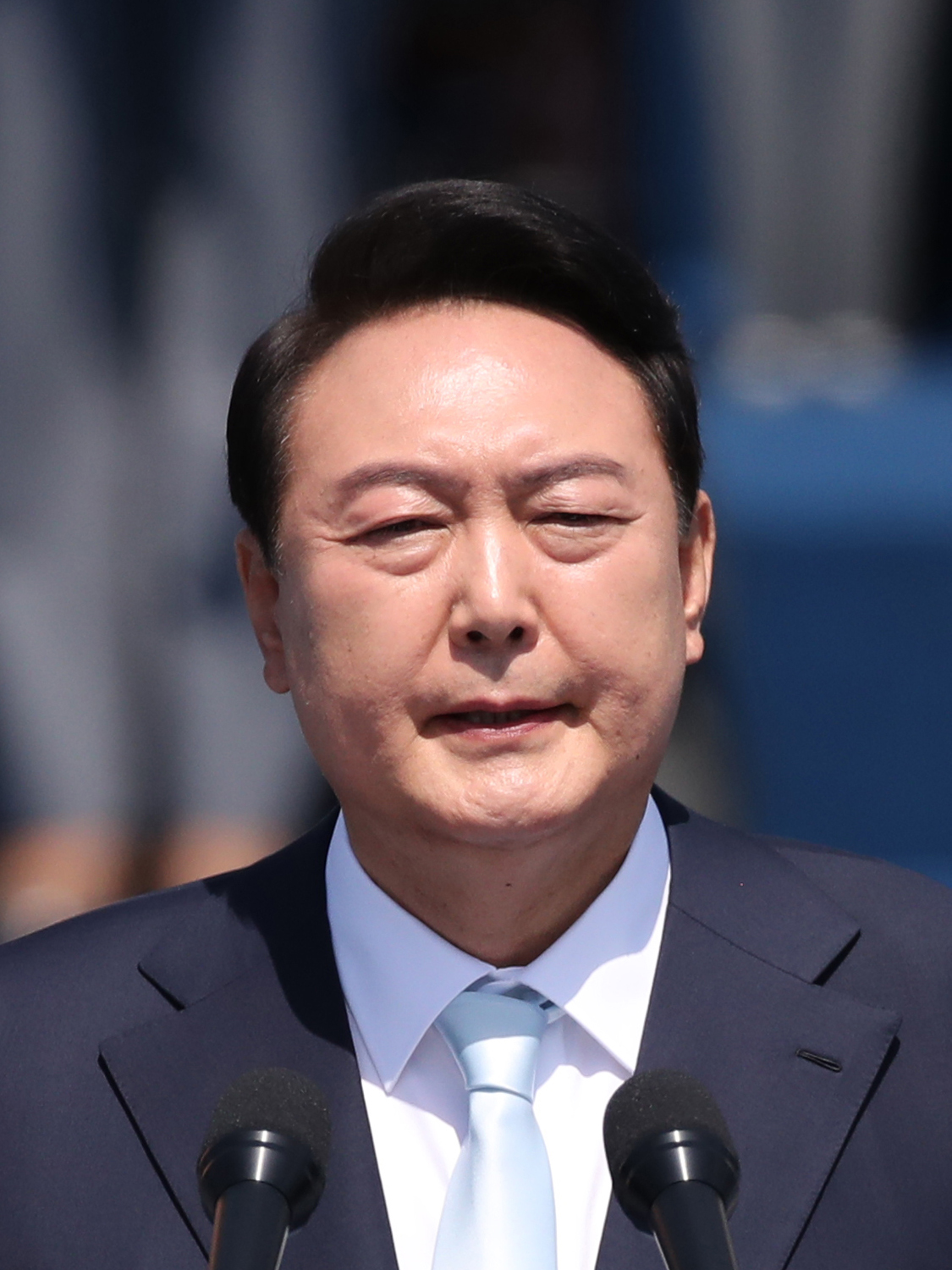
Південна Корея       Юн Сок Йоль, Президент
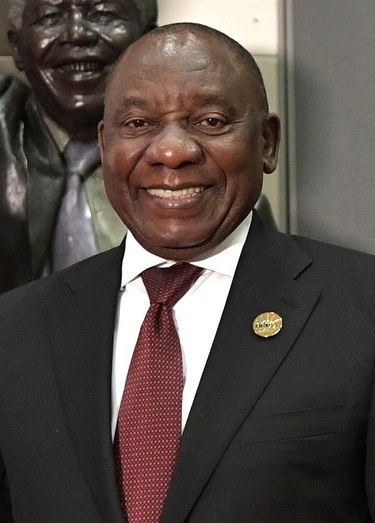
Сиріл Рамафоса, Президент ПАР
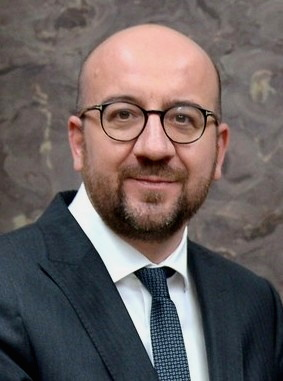
Європейський Союз Шарль Мішель, Голова Європейської ради
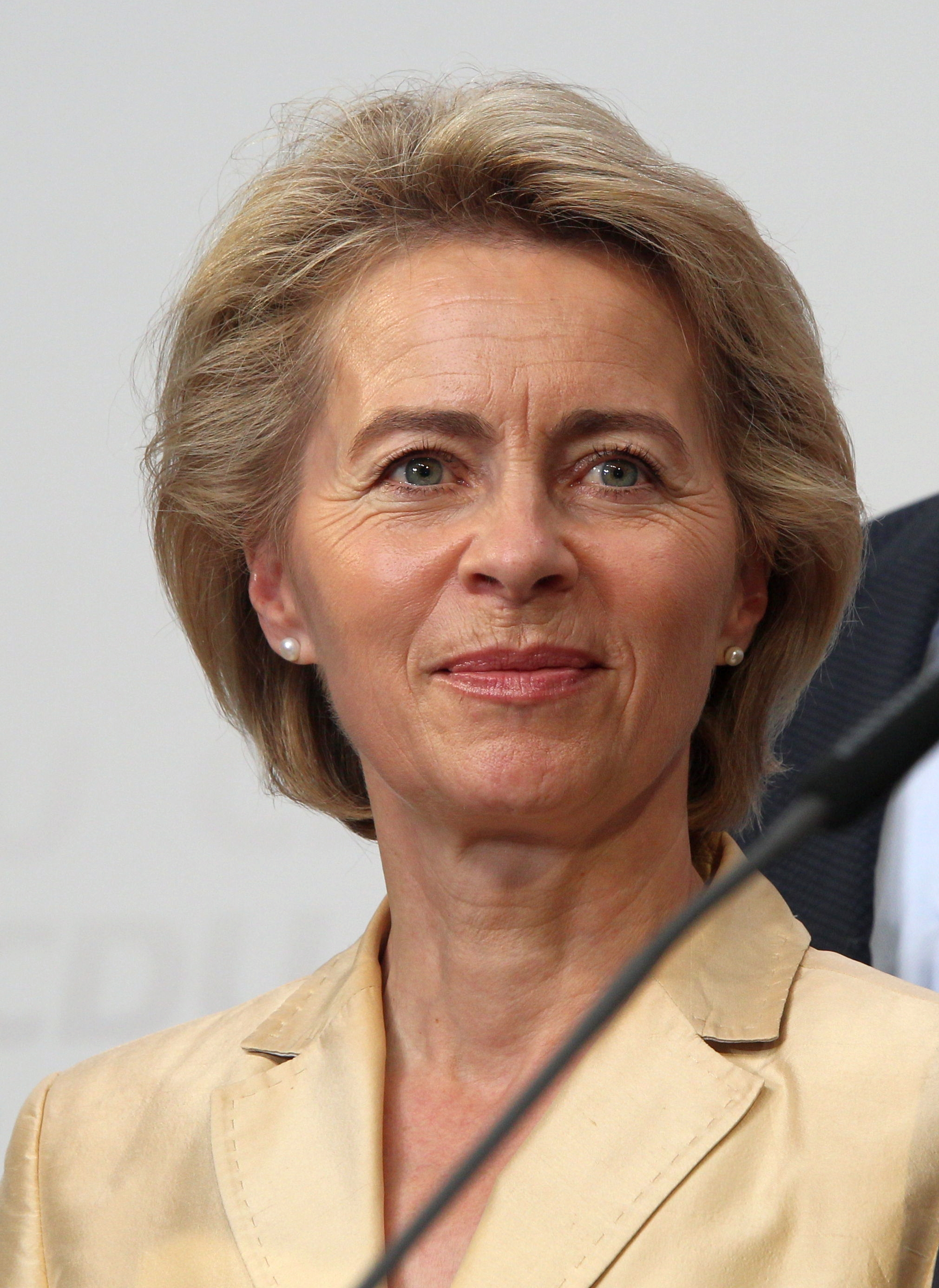
Європейський Союз Урсула фон дер Ляйєн, Голова Європейської комісії
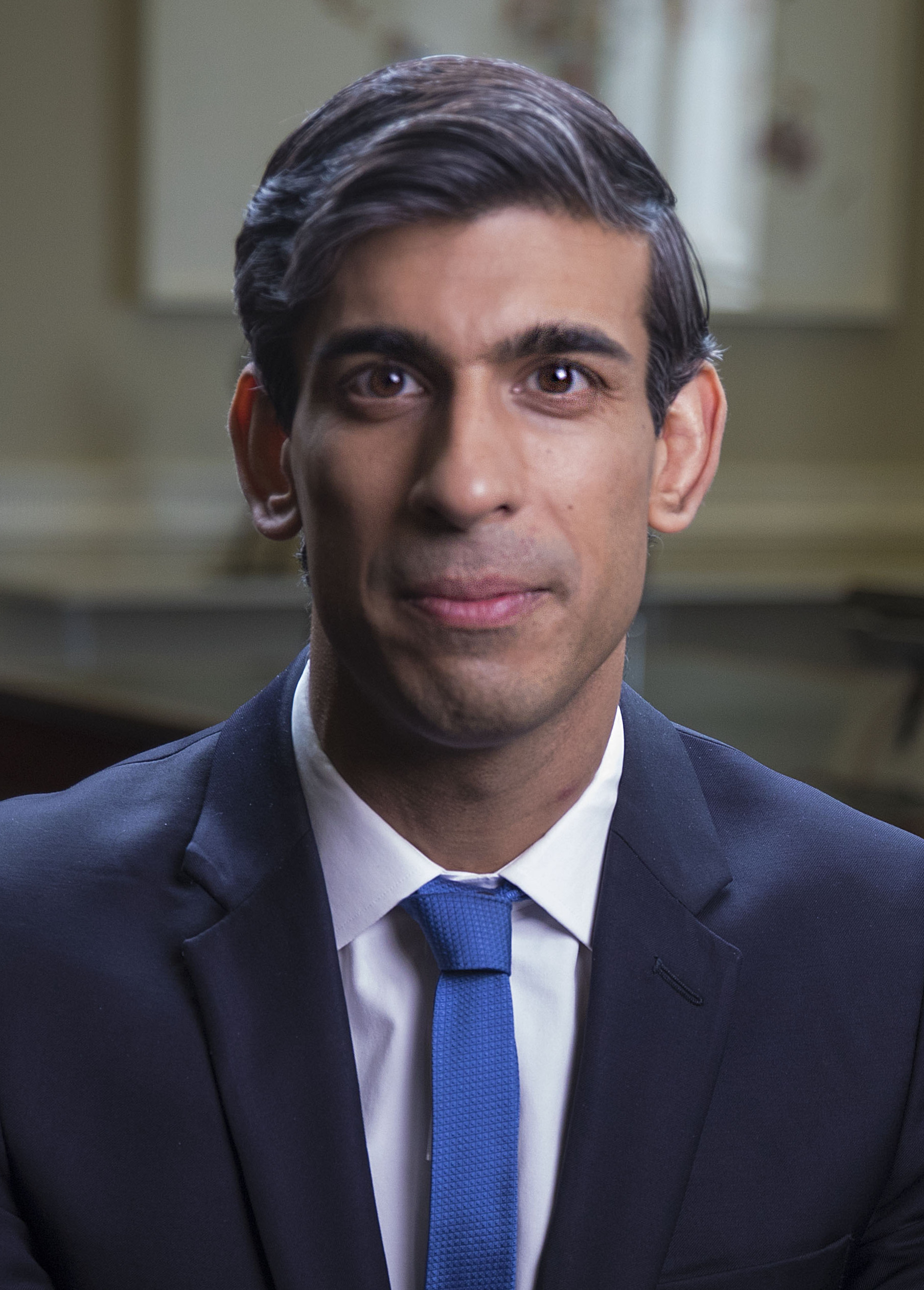
Велика Британія        Ріші Сунак, Прем'єр-міністр
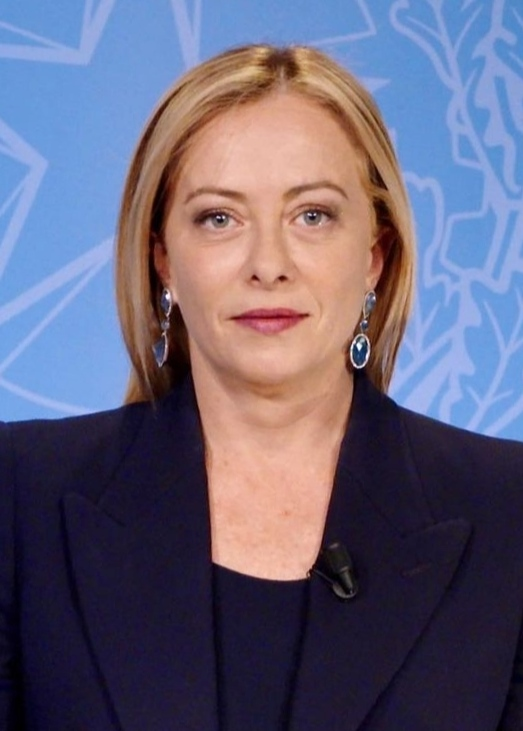
Італія                     Джорджа Мелоні, Прем'єр-міністр
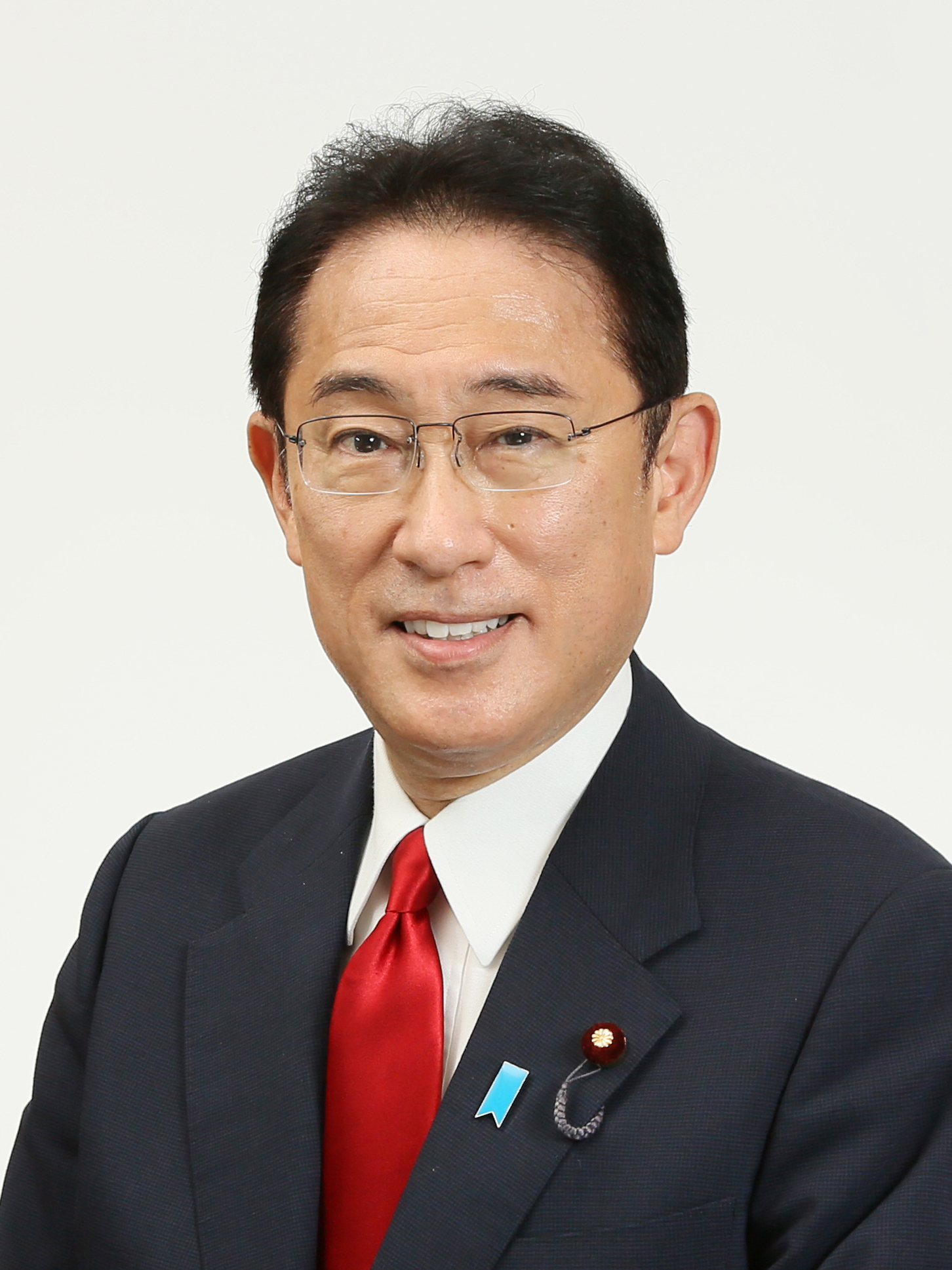
Японія Кісіда Фуміо, Прем'єр-міністр

### Запрошені як гості

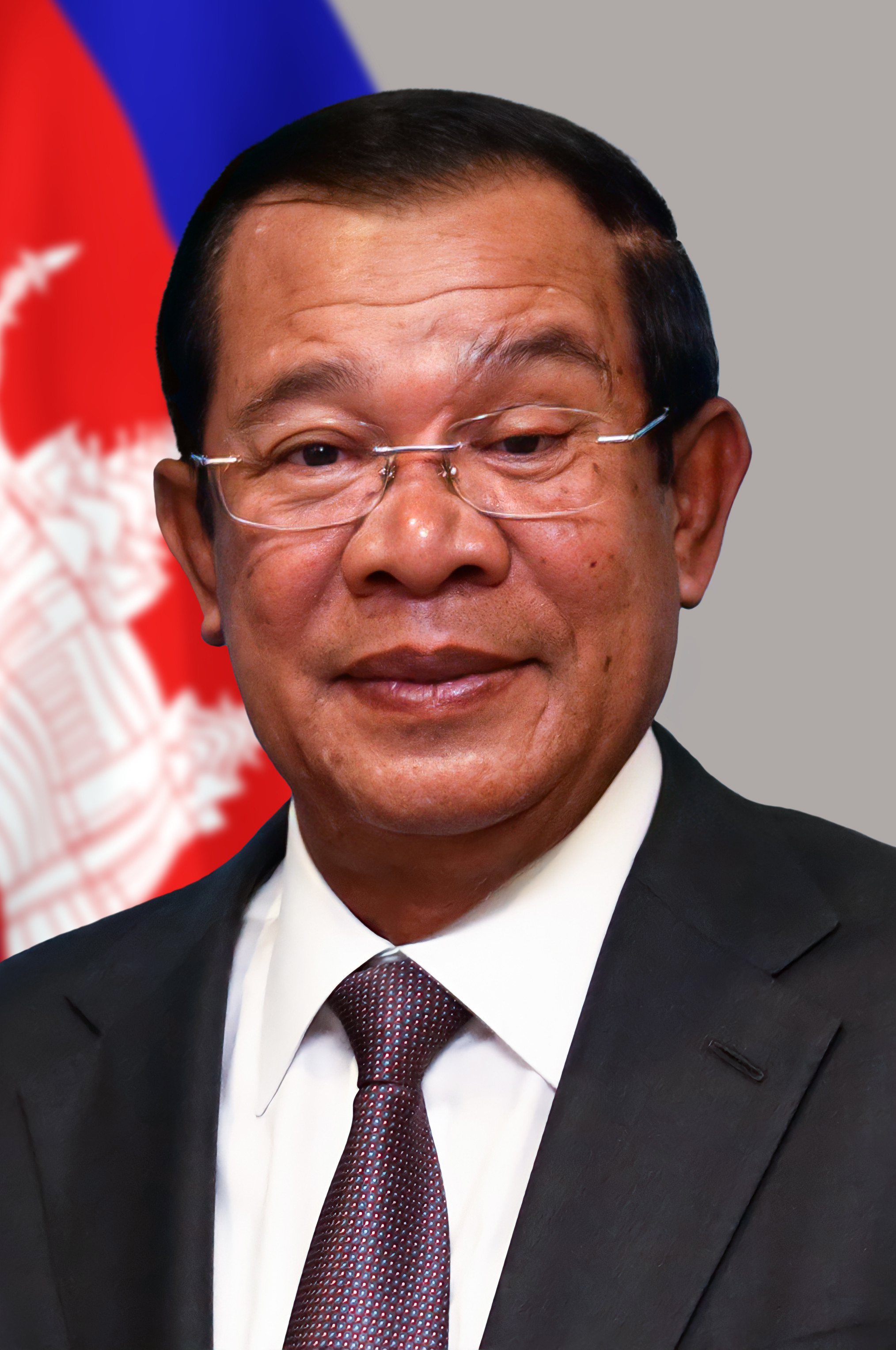
CAM Хун Сен, Премьер-министр, Голова АСЕАН в 2022 році
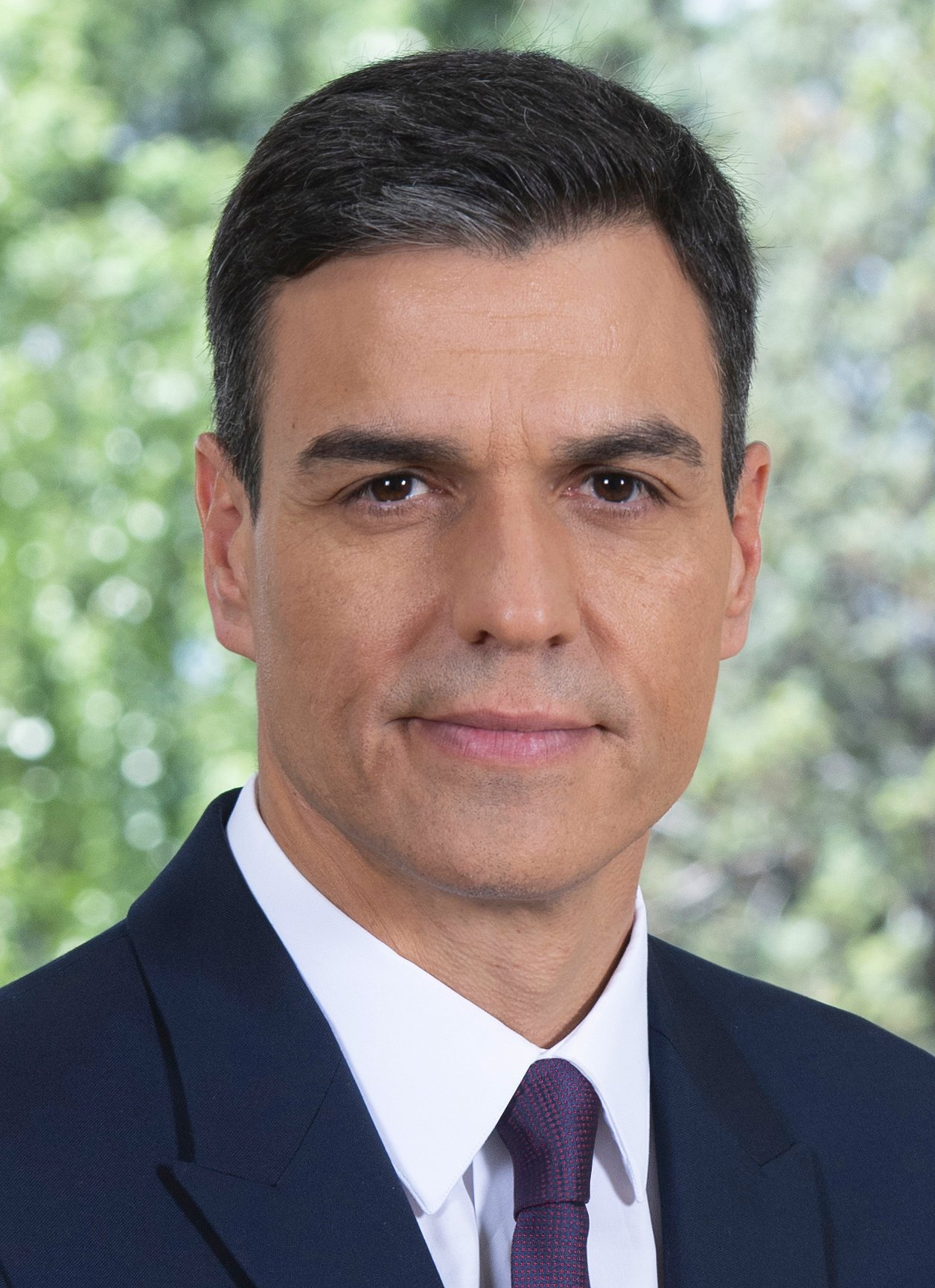
ESP Педро Санчес, Голова уряду Постійний гість
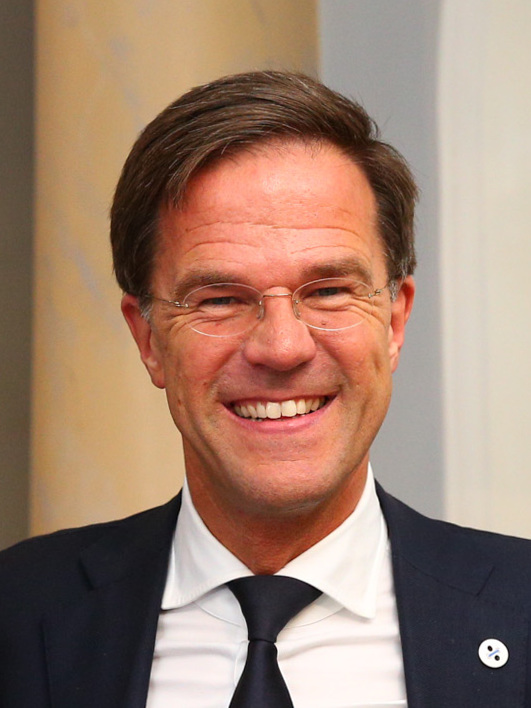
NLD Марк Рютте, Прем’єр-міністр
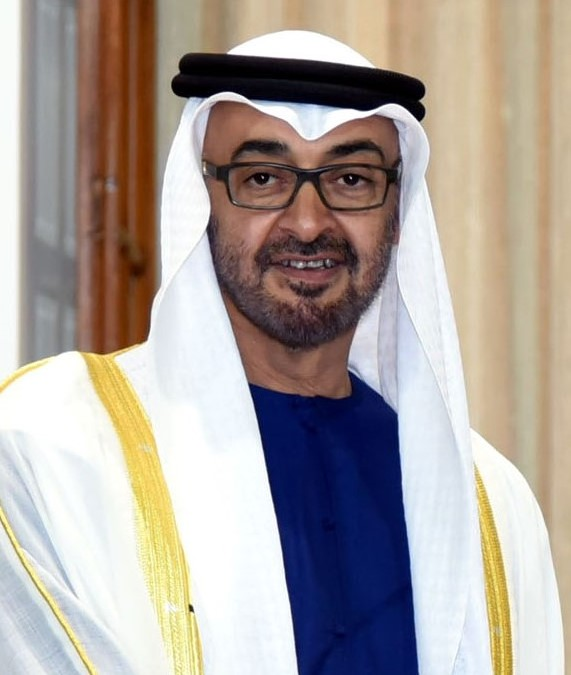
UAE Мухаммад ібн Заїд Аль Нахайян, Президент
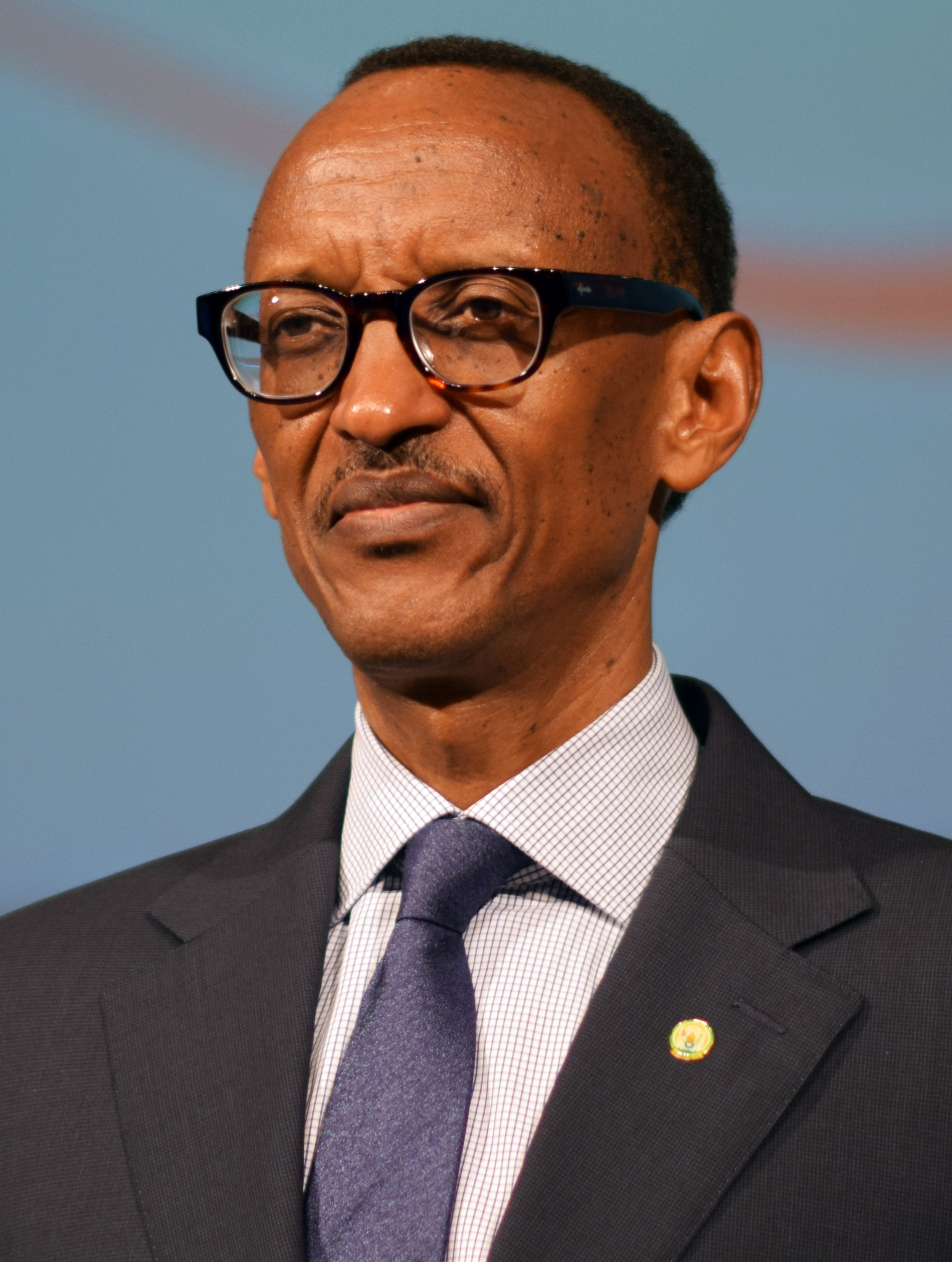
RWA Поль Кагаме, Президент, Голова НЕПАД в 2020 році
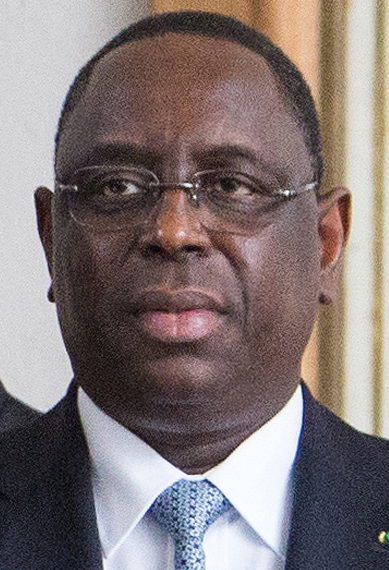
SEN Макі Салл, Президент, Голова Африканського союзу в 2022 році
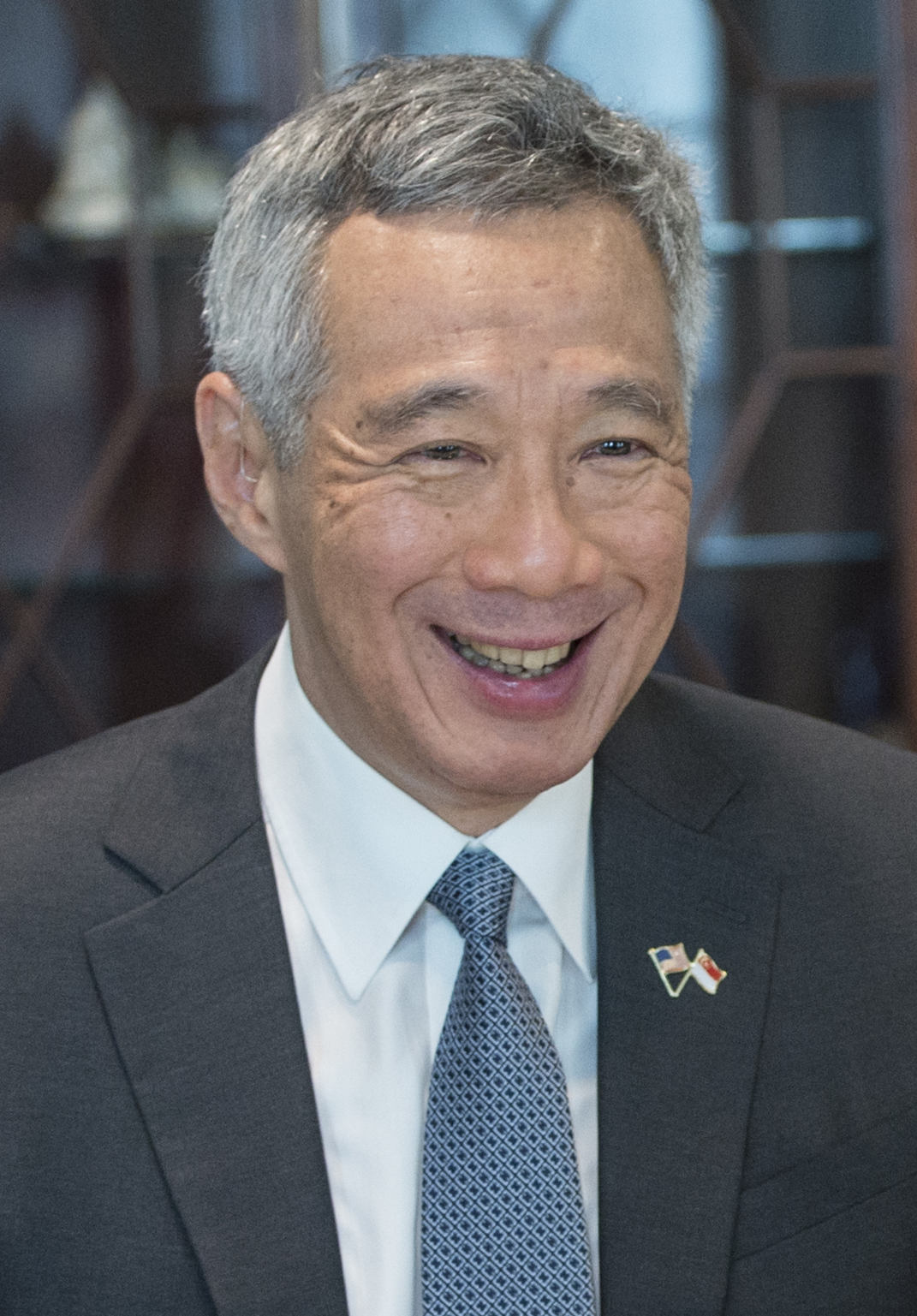
SGP Лі Сянь Лун, Прем’єр-міністр
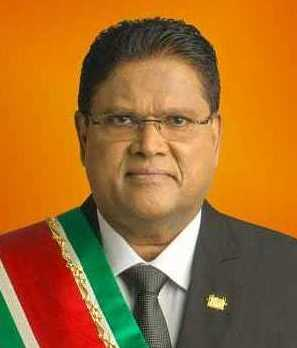
SUR Чан Сантохі, Президент, Голова Карибської співдружності у 2022 році
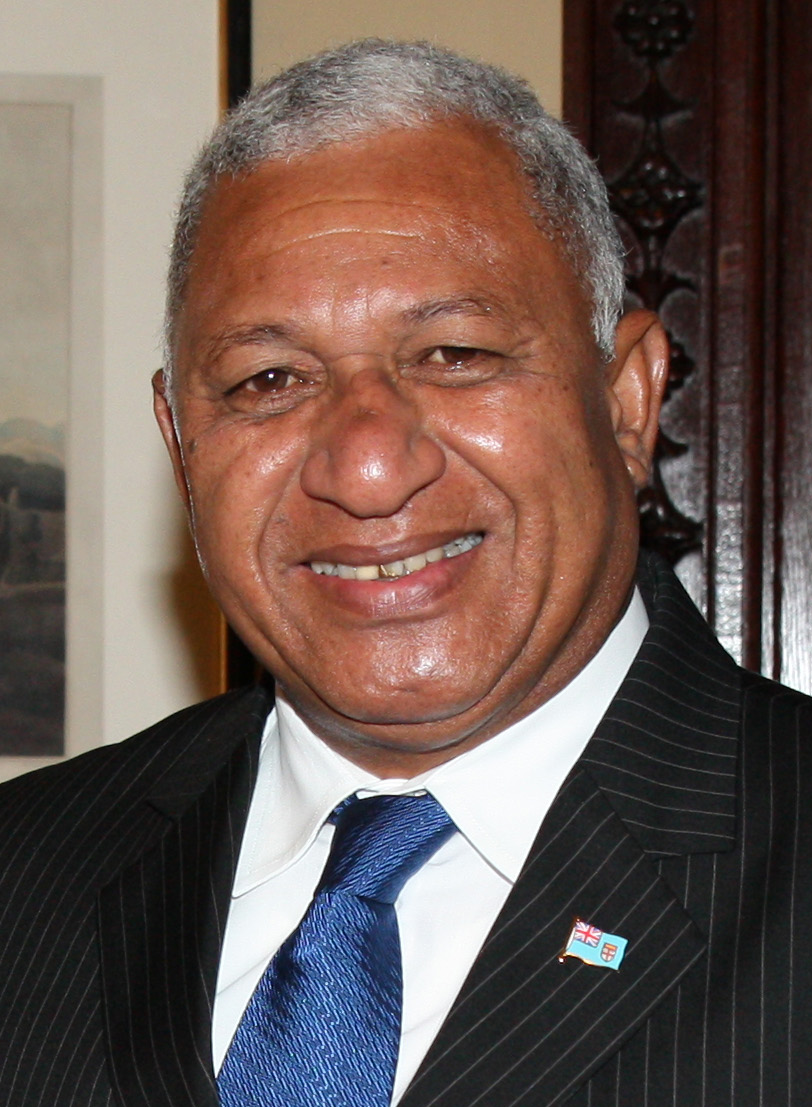
FIJ Франк Баїнімарана, Прем’єр-міністр, Голова Форуму тихоокеанських островів в 2022 році
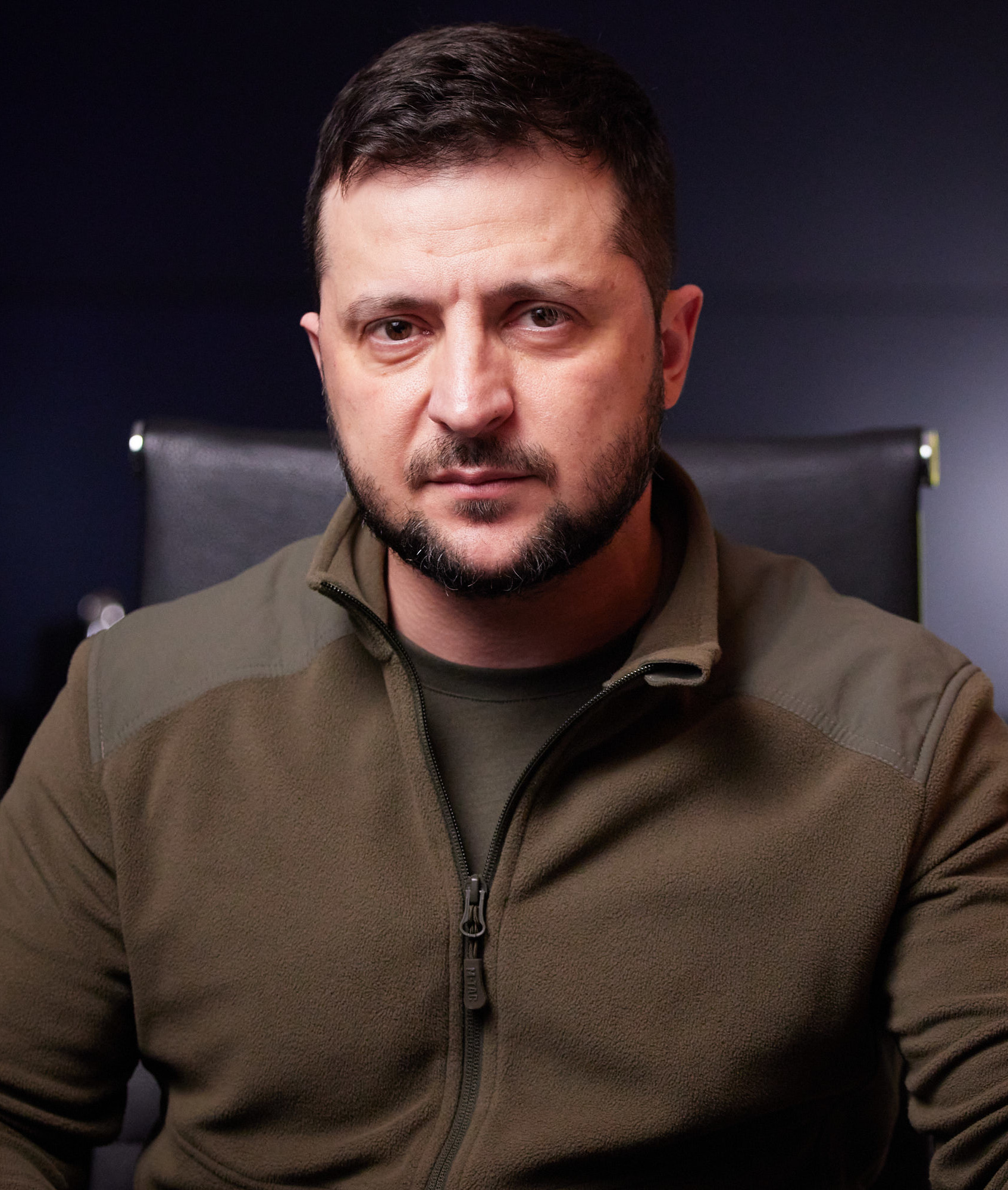
UKR Володимир Зеленський, Президент

- Камбоджа

Хун Сен, Премьер-министр, Голова АСЕАН в 2022 році
- Іспанія

Педро Санчес, Голова уряду

Постійний гість
- Нідерланди

Марк Рютте, Прем’єр-міністр
- ОАЕ

Мухаммад ібн Заїд Аль Нахайян, Президент
- Руанда

Поль Кагаме, Президент, Голова НЕПАД в 2020 році
- Сенегал

Макі Салл, Президент, Голова Африканського союзу в 2022 році
- Сінгапур

Лі Сянь Лун, Прем’єр-міністр
- Суринам

Чан Сантохі, Президент, Голова Карибської співдружності у 2022 році[6]
- Фіджі

Франк Баїнімарана, Прем’єр-міністр, Голова Форуму тихоокеанських островів  в 2022 році[6]
- Україна

Володимир Зеленський, Президент

## Підсумки
Глави держав G-20 обговорили конфлікт в Україні та ситуацію у світі. Після повідомлення про падіння ракети на території Польщі було розглянуто цей інцидент. Підсумкова декларація не стала відверто антиросійською, оскільки кожне її формулювання було ретельно вивірене. Як зазначив міністр Сергій Лавров, західні країни додали фразу «багато делегацій засудили Росію», однак у тексті записано, що були викладені інші точки зору.
Президент Індонезії Джоко Відодо закликав делегатів звернутися до основної мети «Великої двадцятки» — вирішення проблем глобальної економіки та розвитку. G20 продовжить забезпечувати «єдині правила гри та чесну конкуренцію, щоб сприяти створенню сприятливого для всіх торговельного та інвестиційного середовища».